# Майкл Агбекпорну
Майкл Агбекпорну (англ. Michael Agbekpornu, нар. 31 серпня 1998, Аккра) — ганський футболіст, півзахисник хорватського клубу «Славен Белупо» та молодіжної збірної Гани. Виступав також за клуби «Дрімс» та «Егнатія». Володар Кубка Албанії.

## Клубна кар'єра
Майкл Агбекпорну народився 1998 року в місті Аккра, та є вихованцем футбольної школи клубу «Дрімс». У 2018 році Агбекпорну розпочав грати в основній команді клубу, в якій виступав до 2021 року, взявши участь у 25 матчах чемпіонату.
У 2021 році ганський півзахисник перейшов до складу албанського клубу «Егнатія», в якому грав до 2023 року. У складі албанської команди футболіст у сезоні 2022—2023 років став володарем Кубка Албанії. З 2023 року Майкл Агбекпорну грає у складі хорватського клубу «Славен Белупо».

## Виступи за збірну
2019 року залучався до складу молодіжної збірної Гани. На молодіжному рівні зіграв у 5 офіційних матчах.

## Титули і досягнення
- Володар Кубка Албанії (1):

«Егнатія»: 2022–2023